# Marte Jongbloed
Marte Jongbloed (Amsterdam, 9 april 1970) is een Nederlands jeugdboekenschrijfster.

## Loopbaan
Na het vwo ging Jongbloed naar de Toneelacademie in Maastricht. Daar studeerde ze in 1994 af als docent drama/regisseur. Vervolgens werkte ze als actrice, regisseur en docent bij verschillende gezelschappen en organisaties.
Jongbloed werkt parttime als docent drama op een internationale school. Daarnaast schrijft ze toneelteksten en jeugdboeken.

## Privé
Jongbloed is getrouwd en ze heeft drie kinderen. Met haar gezin woonde ze, in verband met het werk van haar man, enkele jaren in Jemen. Daar gaf ze les op de internationale school in Sanaa.

## Prijzen
Met haar boek De (niet zo) Rampzalige Avonturen van Herre won Jongbloed in 2017 de Pluim van de Senaat van de Nederlandse Kinderjury. In 2018 kreeg ze de Pluim voor De (nogal) ijzingwekkende avonturen van Herre.

## Boeken
- De bullebakbaas (2019)
- YA-roman Hazels pentakel (2018)
- Kinderboek De (nogal) ijzingwekkende zoektocht van Herre (Uitgeverij L.S., 2017)
- Kinderboek De (niet zo) Rampzalige Avonturen van Herre (Uitgeverij L.S., 2016)
- AVI-boek De dubbelganger-robot (Uitgeverij Averbode, 2010)
- Jeugdboek Kiezen in de oorlog (Uitgeverij Van Tricht, 2015)
- Jeugdboek Mijn zus is verdwenen (Uitgeverij Van Tricht, 2014)
- YA-roman Een roos in de woestijn (2013)
- Een tiener als moeder (Uitgeverij Van Tricht, 2013)
- Mijn schuld (Uitgeverij Van Tricht, 2012)
- Drama-handboek: Kinderen verleiden tot toneelspel (Uitgeverij Nelissen, 2008)
- Toneelteksten voor tijdschrift Praxisbulletin (Uitgeverij Malmberg, 2003-2011)
- Toneelstuk Perron 24-12 (Uitgeverij de Toneelcentrale, 2006)
- Boefels sportboek (Uitgeverij Ellessy, 2000)
- Boefels aftelboek (Uitgeverij Ellessy, 1998)
- Toneelstuk Het Rariteitenkabinet (Uitgeverij de Toneelcentrale, 1996)